# Малые Лозицы
Ма́лые Лози́цы (бел. Малы́я Лазі́цы) — деревня в Толкачевском сельсовете Шкловского района Могилёвской области Белоруссии.

## География
Деревня расположена в 24 км на юго-запад от Шклова, 38 км от Могилёва, в 11 км от железнодорожной станции Лотва на линии Могилёв — Орша. На западе — мелиоративный канал, соединённый с рекой Вабич (приток Друти).

## История
Основана в 1785 году в результате ответвления от нынешней деревни Большие Лозицы. В 1897 рядом был фольварк Лозицы (1 двор, 9 жителей) и одноимённый трактир (1 двор, 11 жителей). Осенью 1899 года сельчане деревень Малые Лозицы, Селище, Водва, Толпечицы провели вырубку помещичьего леса на площади 500 десятин.
В 1930 годах организован колхоз «Красная Нива».
В Великую Отечественную войну с июля 1941 года до 26 июня 1944 года оккупирована немецко-фашистскими захватчиками.
В 1990 году — в составе колхоза «Путь к коммунизму» (центр — деревня Большие Лозицы). В деревне размещались производственная бригада, ферма крупного рогатого скота.
По состоянию на 2007 год деревня входит в состав ОАО «Говяды-Агро» (центр — агрогородок Говяды).

## Население
- 1909 год — 70 дворов, 403 жителя
- 1990 год — 77 дворов, 167 жителей
- 1997 год — 69 дворов, 123 жителя
- 2007 год — 46 дворов, 90 жителей
- 2009 год — 84 жителя (согласно переписи)